# Iglesia de Santiago (Pesoz)

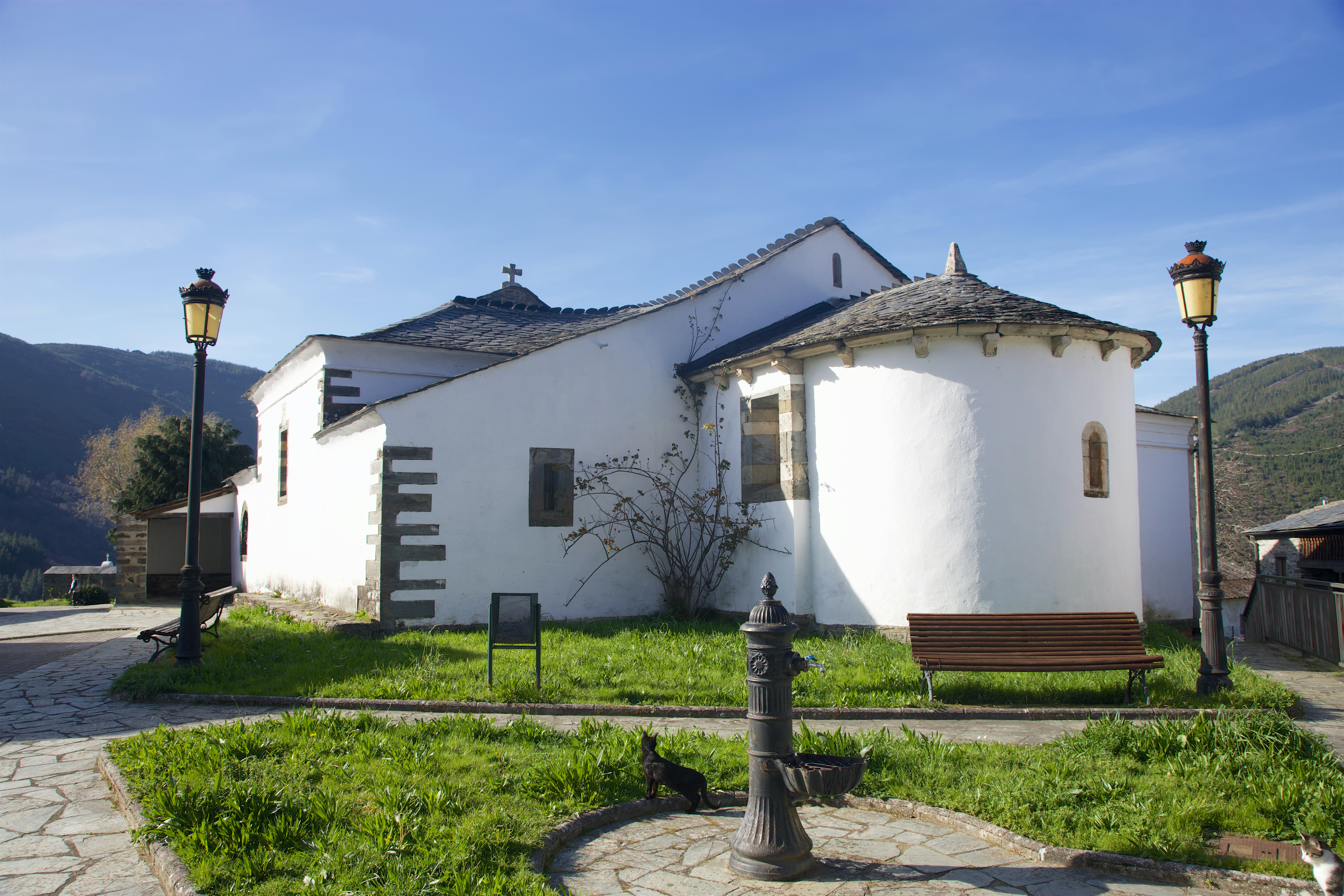
Iglesia De Santiago (Pesoz)

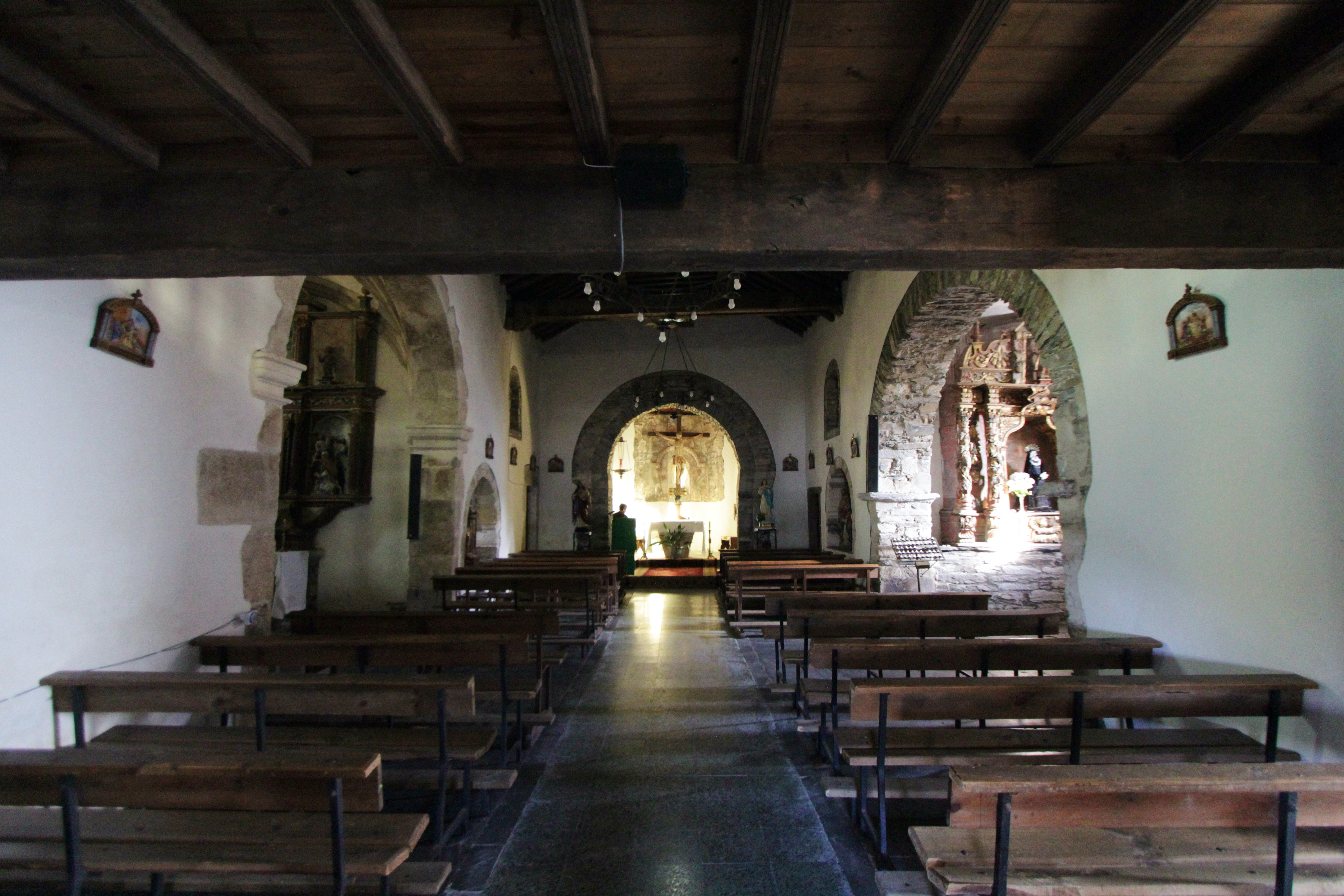
Iglesia De Santiago (Pesoz)

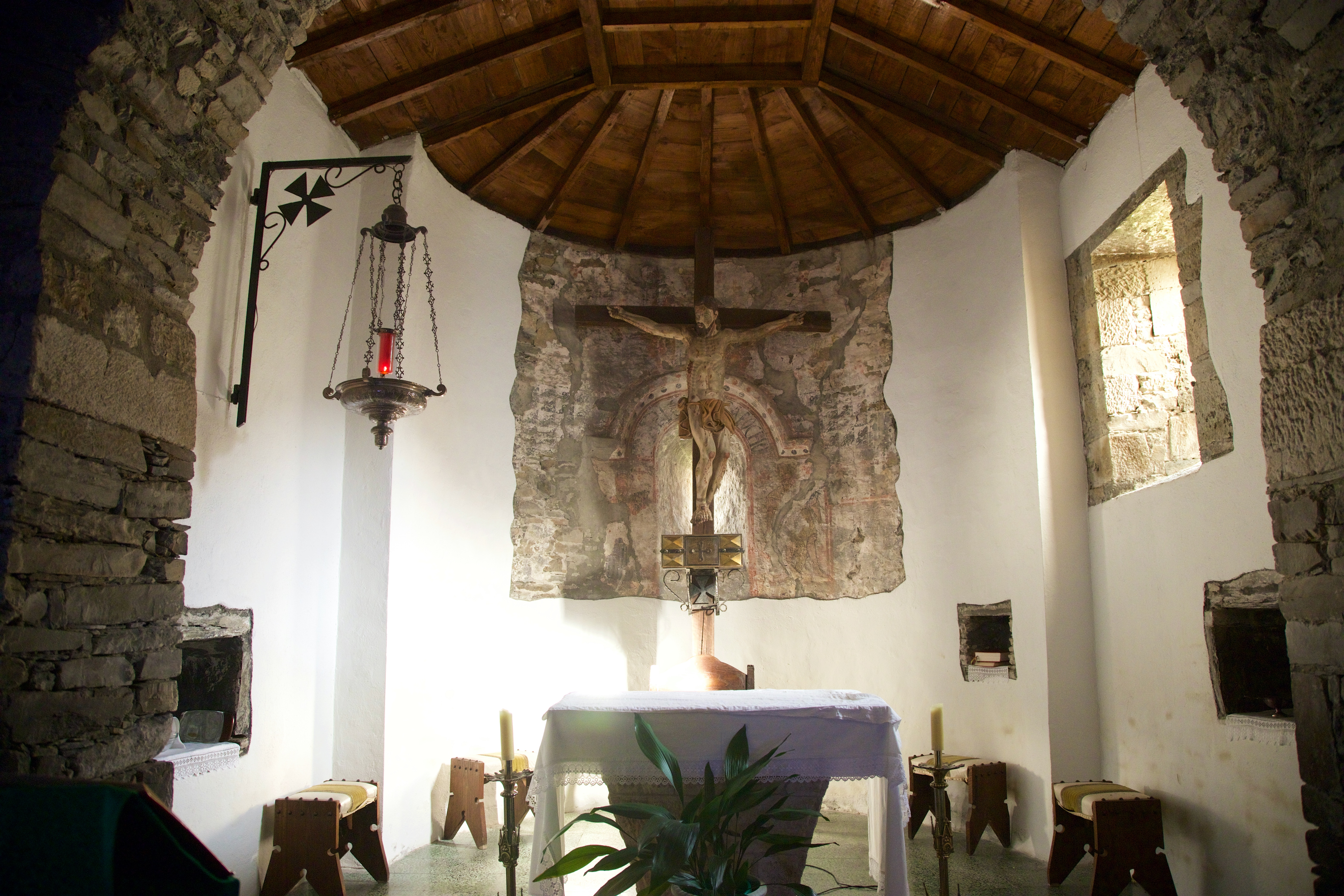
Iglesia De Santiago (Pesoz)

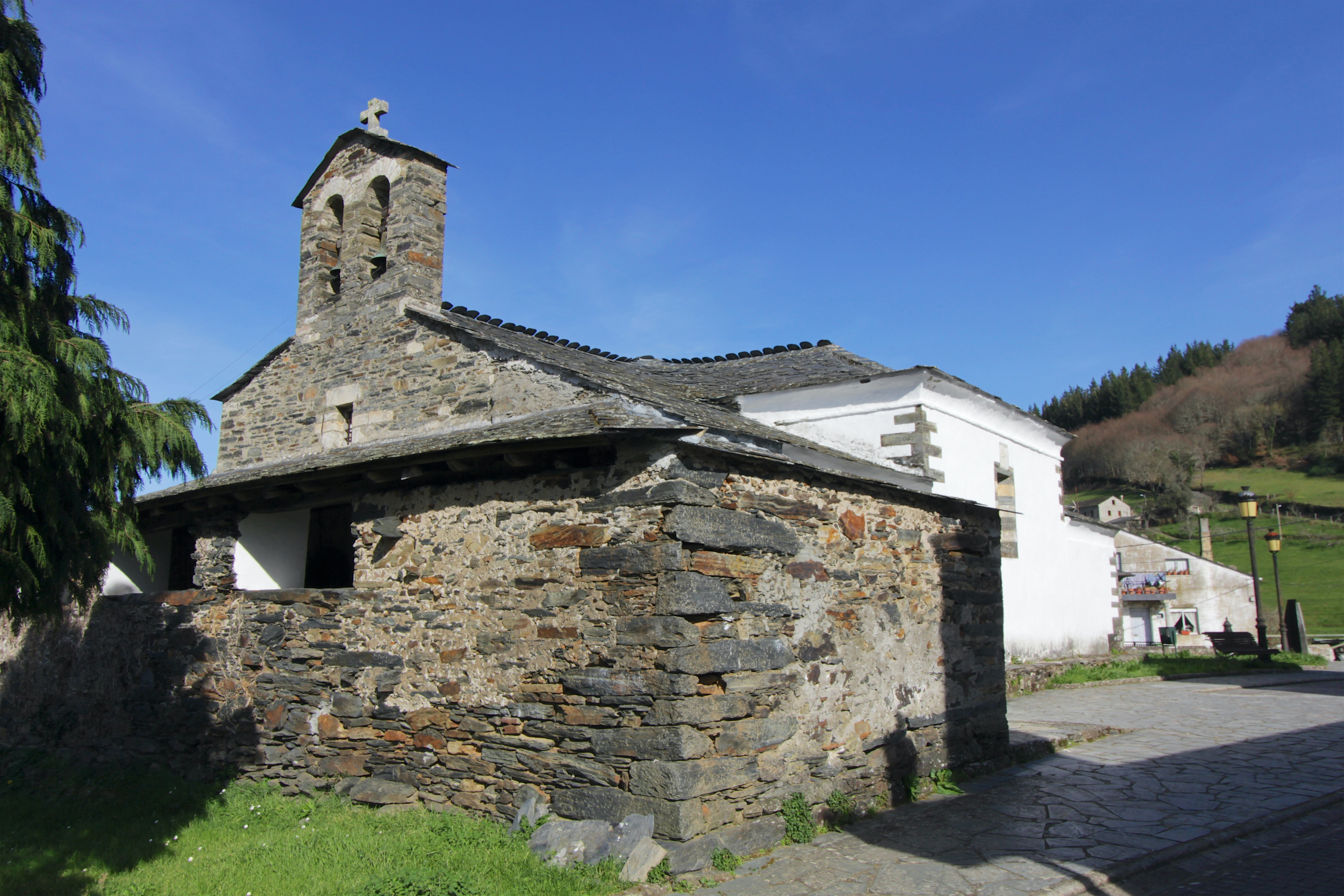
Iglesia De Santiago (Pesoz)

La Iglesia de Santiago de Pesoz originalmente románica, de la que contiene por lo menos en este estilo el ábside; su bóveda está decorada con pinturas referentes a la vida de Cristo. Además del ábside la iglesia se compone de una portada de acceso del siglo XV, una capilla lateral del siglo XVII y otra opuesta a ésta del siglo XIX. El edificio está construido con pizarra revocada, reforzada en las esquinas y vanos con sillares de piedra. La cubierta es también de pizarra.

## Historia
Los inicios de la iglesia se remontan probablemente al siglo XIII época en la que se fabricó el ábside de la iglesia.
Esta iglesia sufrió remodelaciones Y ampliaciones posteriores en los siglos XV, XVII y XIX.

## Morfología
La planta de la iglesia se asemeja a una cruz griega en el interior y el exterior presenta una forma cuadrangular. Sus muros están fabricados en mampostería de pizarra con refuerzo en las esquinas y vanos con sillares.
El tejado en la nave principal esas dos aguas mientras que el de las capillas es a tres.
La capilla lateral situada al norte, realizada en 1638, está adosada a la nave principal ingresando a ella a través de un arco de medio punto, estando cubierta por una bóveda de arista y nervios. En frente se sitúa la capillar Sur con techo plano.
En el templo contiene diferentes tallas, una pila bautismal, retablos del siglo XVIII, y pinturas murales del siglo XV